# Stop Cappin
Stop Cappin è un singolo del rapper statunitense Blueface, pubblicato il 1º maggio 2019.

## Tracce
1. Stop Cappin – 2:41